# Henrique Soares da Costa
Henrique Soares da Costa (ur. 11 kwietnia 1963 w Penedo, zm. 18 lipca 2020 w Recife) – brazylijski duchowny katolicki, biskup Palmares od 2014 do 2020 roku.

## Życiorys
Święcenia kapłańskie przyjął 15 sierpnia 1992 i został inkardynowany do archidiecezji Maceió. Był m.in. wykładowcą wielu seminariów duchownych, duszpasterzem diakonów stałych, rektorem jednego z kościołów w Maceió i wikariuszem biskupim ds. laikatu.
1 kwietnia 2009 papież Benedykt XVI mianował go biskupem pomocniczym archidiecezji Aracaju oraz biskupem tytularnym Acufida. Sakry biskupiej udzielił mu 19 czerwca 2009 arcybiskup Antônio Muniz Fernandes.
19 marca 2014 został mianowany biskupem ordynariuszem diecezji Palmares.
Zmarł w szpitalu w Recife 18 lipca 2020 w wyniku zakażenia wirusem SARS-CoV-2.